# Gichin Funakoshi
 (septembre 2016).
Gichin Funakoshi (船越 義珍, Funakoshi Gichin), né le 10 novembre 1868 à Yamakawa, Shuri, préfecture d'Okinawa (îles Ryūkyū) et décédé le 26 avril 1957 à Tokyo (Japon), est le fondateur du karaté Shotokan.
Gichin Funakoshi est le descendant d'une lignée de bushi (samouraïs), famille qui, dans le passé, avait été vassale de la noble dynastie des îles Ryūkyū. Son troisième fils, Gigō Funakoshi, prendra sa suite.

## Enfance
À l'âge de 11 ans, il s'était déjà fait un nom dans le style d'art martial des îles Ryūkyū. Commençant sa formation avec le maître Azato Anko, il ne mit pas longtemps à égaler son maître en habileté et à partager avec lui le sentiment d'être « l'artiste martial le plus accompli » dans le domaine. Il apprit également le karate-jutsu (signifiant « l'art technique de la main vide») avec maître Anko Itosu. Ses deux professeurs furent impressionnés par sa noblesse de caractère.[réf. nécessaire]

## Élaboration du karaté-do

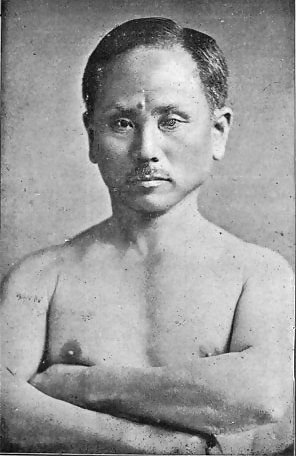
Maitre Gichin Funakoshi, 1868 - 1957

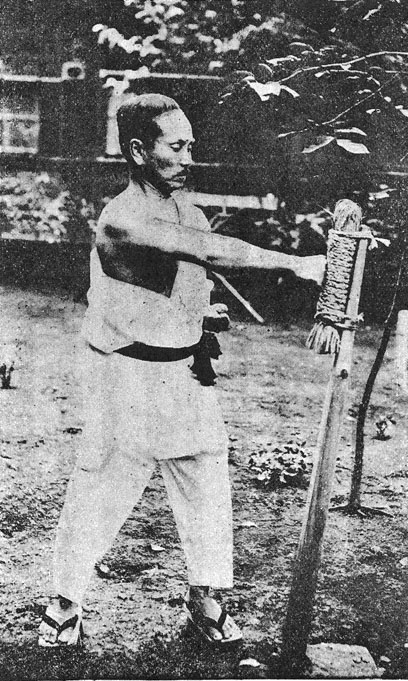
Gichin Funakoshi s'entrainant au Makiwara.

Comme au cours de ses années il a poursuivi sa formation et a continuellement développé ses remarquables qualités, Maître Funakoshi est devenu Chairman de la Okinawa Martial Arts Society et instructeur à l'école de professeurs d'Okinawa. En 1922, à l'âge de 54 ans, il présenta le karaté-jutsu d'Okinawa au premier ministère de l'Éducation (aujourd'hui ministère de l'Éducation, de la Science, des Sports et de la Culture). Cette présentation, la première démonstration publique du karaté-jutsu au Japon, eut un succès incroyable. Et l'artiste martial précédemment inconnu Funakoshi Gichin est, en un instant, devenu célèbre dans tout le monde des arts martiaux japonais.
Immédiatement, le fondateur du judo moderne, Kano Jigoro, invita Maître Funakoshi et son pupille Gima Shinkin au dojo du judo Kōdōkan pour qu'ils fassent une démonstration de katas. L'évènement remplit le dojo Kodokan. Il a été si bien reçu que Maître Funakoshi se trouva pressé de tous les côtés pour rester à Tokyo.
Encouragé par l'opportunité de promouvoir l'art martial pour lequel il avait tant fait, Maître Funakoshi commence à l'enseigner plus tard au Meiseijuku de Tokyo, un dortoir pour les étudiants d'Okinawa. En 1922, il publie un livre intitulé « Karaté de Ryūkyū Kempo ». C'était la première exposition formelle au Japon sur l'art du karaté-jutsu. Non seulement était-il frais et romancé, mais en plus il était admirablement bien écrit, et il créa immédiatement un engouement sans précédent pour le karaté. Il a cinquante-quatre ans lorsqu'à la demande du gouvernement japonais, il fait une démonstration de l'art de l'autodéfense. Cette date marqua l'entrée au grand jour du karaté-do, qui se répandit sur l'archipel nippon puis, après la Seconde Guerre mondiale, dans le monde.
Étant donné que la popularité du karaté-jutsu commençait à s'étendre, Maître Funakoshi produisit la première « certification du rang de dan » en avril 1924.
Durant cette époque, avec l'encouragement de son professeur de bouddhisme, l'abbé Furukawa Gyodo du temple de Enkakuji à Kamakura, Maître Funakoshi commença à pratiquer le bouddhisme zen. Il a contemplé l'enseignement bouddhiste bien connu qui dit « la forme est le vide et le vide est la forme » (voir aussi Budo et spiritualité). Il commença à voir la pertinence de cela avec son art martial, et finalement utilisa ce prétexte pour changer les caractères de karaté pour kara + te (« chinois » + « main ») en kara + te (« vide » + « main »).
Puis, afin de populariser l'art martial « local » d'Okinawa dans le reste du Japon, Maître Funakoshi a synthétisé un système très complet de techniques et de théories, et changé les noms chinois et okinawaïens des katas en japonais. En 1929, après mûre réflexion, il a également changé le nom de karaté-jutsu (« l'art martial de la main chinoise ») en karaté-do (« la voie du karaté » ou « la voie de la main vide »). Il a ensuite défini les vingt préceptes du karaté et établi une grande philosophie de cet art martial.
Enfin, la voie du karaté a été reconnue et a gagné en popularité à travers tout le Japon. Le nombre de personnes voulant commencer la formation a tellement augmenté qu'il est devenu difficile de trouver un endroit pour pratiquer. Ainsi, en 1939, Maître Funakoshi établit le dojo du « Shotokan », qu'il fit construire à ses propres frais. « Shoto » est le premier prénom qu'il utilisait quand il faisait de la calligraphie et écrivait de la poésie. « Shoto » signifie « vagues de pins », et fait référence au bruit du vent soufflant à travers les pins, qui ressemble au son des vagues de l'océan.
À ce moment-là, Maître Funakoshi enseignait depuis longtemps le karaté aux étudiants. Par conséquent, des clubs de karaté s'étaient mis en place dans les établissements d'enseignement supérieur partout au Japon : c'est une autre raison pour laquelle le karaté est devenu aussi respecté aujourd'hui.
Dans les raids aériens de la Seconde Guerre mondiale, le dojo Shotokan fut détruit, et la croissance du karaté s'arrêta temporairement. Mais après la guerre, des élèves de Funakoshi se regroupèrent et en 1949, ils formèrent la JKA (Japan Karate Association) avec le but d’établir le karaté comme sport de compétition. Funakoshi refusa de soutenir cela, mais fut quand même nommé « instructeur d'honneur », un honneur qu’il n’accepta jamais. Karaté-do et compétition n’étaient pas compatible à ses yeux. Il a alors nommé comme successeur un uchi deshi (Jikideshi), qui suivait aussi les valeurs éthiques de l’art martial : Shigeru Egami. Celui-ci créa avec d’autres élèves de Funakoshi la NKS (Nihon Karate-dō Shōtōkai).
Le 10 avril 1957, le ministère de l'Éducation a reconnu officiellement la JKA. Seize jours plus tard, à l'âge de 89 ans, Maître Funakoshi mourut. Un grand mémorial public a été tenu à Ryogoku Kokugikan (Ryogoku National Sumo Hall), occupé par plus de 20 000 personnes, y compris beaucoup de célébrités venues témoigner leur respect.
Un monument commémoratif pour Maître Funakoshi a été construit au temple Enkakuji, à Kamakura. Les membres de la JKA l'ont visité symboliquement le 29 avril de cette année, la date du festival de Shoto.

### Enseignements et philosophie du maître
Gichin Funakoshi, le « père du karaté », aurait dit que « l'objectif ultime du karaté ne se résume pas aux mots « victoire » et « défaite », mais consiste plutôt dans le polissage du caractère des pratiquants ».
L'approche de O'Sensei Funakoshi met en exergue les valeurs spirituelles et la finesse mentale au détriment de toute forme de brutalité, que celle-ci relève de la force physique ou de la technique. Il ne tardait jamais à mettre en garde prétentieux et autres vaniteux qui, assoiffés de gloire, participaient à de spectaculaires démonstrations. « Ils jouent dans les branches et le feuillage d'un arbre sans avoir la moindre idée de ce que recèle le tronc. »
Aux yeux de O'Sensei, la pratique du karaté visait aussi bien la maîtrise de l'art lui-même que la maîtrise de notre propre esprit. C'est ainsi que, dans Karate-dô Kyôhan, il écrit : « La valeur de l'art dépend de celui qui l'utilise. S'il est utilisé pour une cause juste, alors sa valeur est grande; par contre, s'il en est fait un mauvais usage, alors il n'est pas d'art plus nuisible et malfaisant que le karaté. » Les arts martiaux ne sauraient être réduits à de simples techniques, ruses et stratégies, dont l'unique dessein serait d'apporter la victoire en combat.
Dans la conception de O'Sensei, maîtrise et agilité techniques s'affadissent bien plus vite au regard des vertus bien plus essentielles que sont le polissage du cœur et du caractère. Il encourageait les pratiquants à chercher les aspects cachés et fondamentaux de l'art.

### Les 20 préceptes du karaté-do[réf.nécessaire]

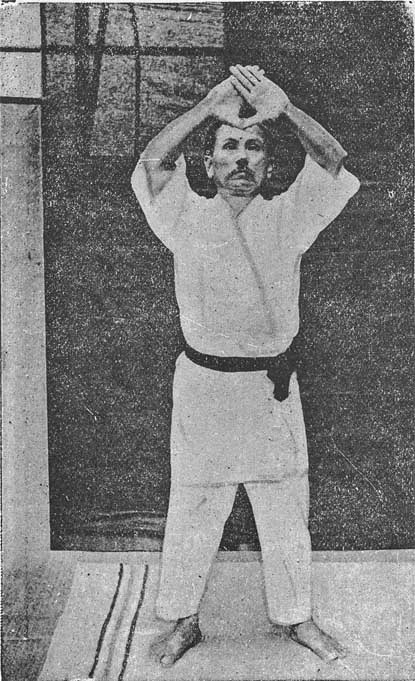
Gichin Funakoshi

Sensei Funakoshi, afin de laisser une trace écrite et de guider les pratiquants dans leur quête d'une compréhension plus approfondie des aspects spirituels de la voie du karaté-do, rédigea au soir de sa vie ce traité. Ces maximes succinctes, qui s'inscrivent dans le cadre d'une tradition orale, étaient originellement destinées à être complétées par des explications du Maître, dans son dojo ou au hasard de cours particuliers que celui-ci dispensait à ses disciples.
Les principes sont compacts, concis et tendent vers une nature profondément philosophique. Cette même concision fait qu'ils sont sujets à de multiples interprétations, et ce, même dans leur langue d'origine : le japonais. Certaines exégèses peuvent très bien altérer la signification originelle souhaitée par le Maître.
Les commentaires et interprétations ci-dessous sont de Genwa Nakasone, contemporain et allié de poids de maître Funakoshi. C'est cette position privilégiée aux côtés du Maître qui fit de lui l'une des personnes les plus à même d'illustrer de commentaires les vingt préceptes.
1. N'oubliez pas que le karaté commence et s'achève par le rei. Rei = « respect, courtoisie: le salut », mais ne pas le limiter à ces simples définitions. Il signifie le respect que l'on éprouve à l'endroit des autres. Le rei est également la marque de l'estime que l'on a pour soi. Lorsqu'on transfère cette estime que l'on a pour soi sur les autres - respect -, on agit conformément aux principes du rei. Les disciplines de combat qui font fi des principes du rei ne sont que pure violence, la force physique dénuée de rei n'est rien d'autre que brutalité, sans valeur pour l'être humain. Le rei est la manifestation physique d'un cœur sincère, révérencieux et empli de respect.
2. Il n'y a pas d'attaque dans le karaté. Dans le karaté, les mains et les pieds sont potentiellement aussi mortels que la lame d'un sabre : c'est pourquoi, quelle que soit l'adversité, il faut dans la mesure du possible chercher à décocher un coup mortel. « Jamais il ne faut tirer son sabre sur un coup de tête »; cet enseignement fondamental était au cœur du bushido japonais. Ainsi « il n'y a pas d'attaque dans le karaté » est une extension de ce principe de base selon lequel il ne faut pas sortir son arme au moindre prétexte. Elle souligne la nécessité absolue de faire montre de patience et de pondération. Mais quand la confrontation est inévitable, le pratiquant doit se lancer corps et âme dans le combat, et aller jusqu'au bout de l'extrême limite.
3. Le karaté est au service de l'équité. L'équité est ce qui sert le bien, la vertu : « Quand je m'observe et que je constate que je suis dans le vrai, alors, mes ennemis, fussent-ils un millier ou dix mille, ne peuvent m'arrêter. Cela implique bien sûr qu'il faut faire preuve d'intelligence, de discernement et de force véritable. »
4. Apprends déjà à te connaître, puis connais les autres. À force de pratique, le karatéka connaît ses techniques favorites ainsi que ses propres faiblesses; en combat, il doit connaître ses propres points forts mais aussi ceux de son adversaire.
5. Le mental prime sur la technique. Voilà une anecdote qui illustrera cet aphorisme: « Un jour, un célèbre maître de sabre, Tsukahara Bokuden, voulut mettre ses fils à l'épreuve. Pour commencer, il fit appeler Hikoshiro, l'aîné des trois. En ouvrant la porte du coude, celui-ci la trouva plus lourde qu'à l'accoutumée et, en passant la main sur la tranche supérieure de la porte, constata qu'on avait disposé, en équilibre, un lourd appui-tête en bois. Il l'enleva, entra puis le remit exactement comme il l'avait trouvé. Bokuden fit alors venir son fils cadet, Hikogoro. Quand celui-ci poussa la porte, l'appui-tête tomba mais il le rattrapa en vol et le remit à sa place. Bokuden fit enfin appeler Hikoroku, son benjamin, le meilleur, et de loin, au maniement du sabre. Le jeune homme poussa puissamment la porte et l'appui-tête tomba, heurtant son chignon. En un éclair, il dégaina le sabre court qu'il portait à la ceinture et trancha l'objet avant qu'il ne touchât le tatami. À ses trois fils, Bokuden déclara: « C'est toi, Hikoshiro, qui transmettra notre méthode de maniement du sabre. Toi, Hikogoro, en t'entraînant ardemment, peut-être égaleras-tu, un jour, ton frère. Quant à toi, Hikoroku, tu conduiras certainement un jour notre école à sa perte et attireras l'opprobre sur ton patronyme. Je ne peux pas donc m'offrir le luxe de garder un individu aussi imprudent dans mes rangs. » Sur ces vertes paroles, il le désavoua. Cela illustre parfaitement l'importance accrue des facultés mentales sur les facultés techniques.
6. L'esprit doit être libre. Meng Tsu évoque la quête de l'esprit « perdu » pour mettre un terme à l'errance spirituelle. Lorsque notre chien, notre chat ou nos poules se perdent, nous remuons ciel et terre pour les retrouver et les ramener à la maison, mais il déplore que lorsque notre esprit (qui dirige notre corps) s'égare pour finir par se perdre totalement, nous n'essayons même pas de le remettre sur le droit chemin. À l'inverse, Shao Yung soutient que l'esprit a besoin de se perdre : si l'on attache l'esprit tel un chat en laisse, il perdra sa liberté de mouvement. Utilisez l'esprit à bon escient, laissez-le explorer à sa guise, ne le laissez pas s'attacher ou s'enfermer dans un carcan. Les néophytes exercent souvent un contrôle trop pesant sur leur mental, ils craignent de s'ouvrir au monde et de laisser leur esprit courir librement. Au cours de l'apprentissage, il est préférable de suivre les consignes édictées par Meng Tzu dans un premier temps pour, dans un second temps, libérer l'esprit comme préconisé par Shao Yung.
7. Calamité est fille de non-vigilance. Combien d'accidents sont imputables à la négligence, à l'étourderie... Le moindre relâchement de l'attention peut réduire à néant les efforts de préparation et de recherche effectuées au préalable, si approfondis soient-ils. En combat, une « préparation bâclée » équivaut à un « désastre »; pour ne pas arriver à de tels extrêmes, nous devrions constamment analyser nos actes et faire montre de beaucoup de circonspection en matière de méthodologie.
8. La pratique du karaté ne saurait se cantonner au seul dojo. L'objectif du karaté est de polir et nourrir à la fois le corps et l'esprit; s'il commence au dojo au cours de la pratique, ce travail ne doit pas s'interrompre en fin d'entraînement. Il faut pratiquer continuellement, dans tous les actes de la vie quotidienne. Une alimentation déséquilibrée, un abus de boisson, des habitudes nuisibles à la santé en général auront des répercussions certaines sur la pratique au dojo. Ils fatigueront à la fois le corps et l'esprit et détourneront l'adepte du dessein ultime de la pratique.
9. Le karaté est la quête d'une vie entière. La voie du karaté est sans fin, et c'est la raison pour laquelle un pratiquant sincère pratiquera jusqu'à son dernier souffle. Dans Hagakure, le seigneur Yagyu déclarait qu'il ne savait pas comment défaire les autres, mais qu'il savait comment l'emporter sur lui-même: être meilleur aujourd'hui qu'hier et meilleur demain qu'aujourd'hui. C'est-à-dire, travailler sans relâche et jusqu'au dernier souffle pour sans cesse progresser. La voie véritable est infinie.
10. La voie du karaté se retrouve en toute chose, et c'est là le secret de sa beauté intrinsèque. Un coup, de poing ou de pied, asséné ou encaissé, peut signifier vie ou mort. Telle est la doctrine au cœur du karaté-do. Si chaque domaine de la vie est abordé avec un tel sérieux, épreuves et difficultés peuvent être dépassées. Si un pratiquant affronte chaque difficulté en ayant le sentiment que sa vie entière est en jeu, il réalisera l'étendue de ses propres ressources.
11. Pareil à l'eau en ébullition, le karaté perd son ardeur s'il n'est pas entretenu par une flamme. L'apprentissage par la pratique revient à pousser une charrette vers le sommet d'une colline. Cessez de pousser et tous vos efforts auront été vains. Proverbe japonais. L'intégration d'une facette du karaté parmi d'autres, ou une pratique distendue, ne saurait suffire. Seule une pratique régulière et assidue récompensera votre corps et votre esprit des fruits de la voie.
12. Ne soyez pas obsédé par la victoire; songez plutôt à ne pas perdre. Savoir uniquement comment décrocher la victoire sans savoir comment perdre revient à se mettre soi-même en situation de défaite, ultimes paroles du shogun Tokugawa. L'attitude mentale obsédée par la victoire nourrit nécessairement un optimiste excessif qui, à son tour, nourrit impatience et irritabilité. L'attitude la plus fine consiste, au contraire, à se résoudre fermement à ne pas perdre - quel que soit l'adversaire - en prenant conscience de nos propres forces et en faisant preuve de conviction inébranlable, le tout en adoptant une attitude conciliante dans la mesure du possible.
13. Ajustez votre position en fonction de l'adversaire.
14. L'issue d'un affrontement dépend de votre manière de gérer les pleins et les vides (forces et faiblesses). Les préceptes treize et quatorze évoquent l'attitude mentale à suivre en combat. Un combattant doit pouvoir et savoir s'adapter à son adversaire; comme l'eau qui s'écoule naturellement du haut vers le bas, le combattant évite les points forts de l'ennemi pour le frapper là où il est vulnérable. Il doit éviter toute action stéréotypée, et le maître mot de sa conduite doit être fluidité, souplesse et adaptation plutôt qu'inertie et constance.
15. Considérez les mains et les pieds de l'adversaire comme des lames tranchantes. Un pratiquant sincère du karaté-do saura rendre ces extrémités corporelles aussi dangereuses que des armes blanches. Dans cette optique, même les mains et les pieds d'un non-pratiquant peuvent s'avérer dangereux. Un néophyte qui s'implique corps et âme dans une lutte pour la vie, sans craindre ni blessure ni trépas, peut libérer une puissance considérable et extraordinaire et être capable de défaire n'importe quel débutant. Que l'adversaire soit ou non initié aux arts martiaux ne doit en aucun cas nous leurrer sur son potentiel.
16. Faites un pas hors de chez vous et ce sont un million d'ennemis qui vous guettent.
17. Le kamæ, ou posture d'attente, est destiné aux débutants; avec l'expérience, on adopte le shizentai (posture naturelle).
18. Recherchez la perfection en kata; le combat réel est une autre affaire. Les katas sont la moelle de l'entraînement du karaté-do, il convient de ne pas les dénaturer et de s'y entraîner conformément à l'enseignement dispensé par le maître. Anko Itosu disait : « Respectez la forme des katas, ne cherchez pas à en travailler l'esthétique. » En combat réel, il ne faut pas s'embarrasser ou se laisser entraver par les rituels propres aux katas; le pratiquant doit dépasser le cadre imposé par ces formes et se délacer librement en fonction des forces et faiblesses de l'adversaire.
19. Sachez distinguer le dur du mou, la contraction de l'extension du corps et sachez moduler la rapidité d'exécution de vos techniques. Les combinaisons citées dans ce précepte s'appliquent aussi bien en kata qu'en combat réel. Si l'on exécute les katas sans combiner la possibilité de moduler l'intensité et le rythme des techniques ou l'alternance extension/contraction, l'exercice perd toute sa valeur. L'alternance dur-mou, extension-contraction, lenteur-célérité, inspiration-expiration est de première importance en combat et peut déterminer l'issue d'un affrontement.
20. Vous qui arpentez la voie, ne laissez jamais votre esprit s'égarer, soyez assidu et habile. Que l'on adopte un point de vue spirituel ou technique, le pratiquant ne doit jamais laisser son esprit « s'égarer » et doit être « assidu et habile ». De nombreux maîtres ont illustré ce précepte:

- «Dès lors, je pratiquai matin et soir avec ferveur afin d'assimiler les principes de la voie des arts martiaux au plus profond de mon être jusqu'à parvenir, aux alentours de ma cinquantième année, à une compréhension naturelle de ladite voie. » ~ Miyamoto Musashi.
- «Un merveilleux enseignement vient juste de se révéler à moi. » Yamaoka Tesshū, fondateur de l'école d'escrime ~ Mutô-ryû, âgé alors de quarante-cinq ans.
- «Je commence enfin à comprendre ce qu'est le blocage au visage.» [jyodan agé uké] ~ O'Sensei Funakoshi, alors âgé de quatre-vingts ans.

C'est seulement au terme d'une pratique embrassant plusieurs décennies et entretenue par un esprit courageux et intrépide que l'on peut parvenir à assimiler, pour la première fois de son existence, les véritables principes régissant la voie. Cela met en relief la vanité qu'il y a à croire que l'on pourra devenir maître d'un art martial après 5 ou 10 ans de pratique-loisir. Pareilles superstitions leurrent le pratiquant et salissent la voie. Vanité et fainéantise sont des chaînes qui entravent la progression, et les pratiquants devraient se livrer à une autocritique de tous les instants et se faire sans cesse violence; jamais ils ne doivent manquer d'être constants, jusqu'à avoir un aperçu clair des strates les plus profondes du karaté-do.
Tous ceux qui ont pour ambition de cheminer sur la voie devraient faire leurs ces principes.
Le Maître Gichin Funakoshi est le père fondateur du karaté-do moderne. C'est en tant que président de la Okinawa Shobukai, une association de karaté, qu'il fut convié en mai 1922 par le ministère de l'Éducation à prendre part à une démonstration, agréée par le gouvernement nippon, organisée à Tokyo. Cette démonstration mettait en scène les arts martiaux traditionnels du pays, parmi lesquels le karaté. C'est ainsi qu'il fut le premier héraut du karaté-jutsu, discipline originale en provenance d'Okinawa (îles Ryūkyū). Il devait alors, pour satisfaire les requêtes de nombreux individus, s'installer dans la capitale et y travailler à vulgariser son art martial.
Avant de s'éteindre en 1957, il avait formé de nombreux élèves : Obata, Okuyama, Egami, Harada, Hironishi, Takagi, Ohshima, Nakayama, Hidetaka Nishiyama, Hirokazu Kanazawa, Taiji Kase.